# Trnové
Trnové, dříve Trnové pri Žilině, je městská část Žiliny. Leží asi 5 km jihovýchodně od města. Sousedí se Žilinou, na východě s městskou částí Mojšova Lúčka a s obcemi Stráňavy, Višňové a Rosina. Žije zde 2 555 obyvatel (k 31. březnu 2017).

## Dějiny
Vzpomíná se v roce 1393 jako Possessio Tarn (državy Trnové). Z tohoto období je i název Tharnow, z roku 1474 Thernowe a 1598 Trnowe a od roku 1951 Trnové u Žiliny. Obec patřila pod lietavské panství. Obyvatelstvo se zabývalo chovem ovcí, včelařením a hrnčířstvím. Obec používala nedatovanou pečeť, uprostřed měla jednopatrovou kostelní věž s baňatou střechou ukončenou hrotem. V 18. století měla 56 domů a 423 obyvatel a v 20. století už 432 domů a 1936 obyvatel. V roce 1970 se připojila k Žilině.

## Poloha
Původní řadová vesnice se rozkládala podél cesty a potoka Trnovka. Později v horní části přibyla i druhá ulice a vytvořila se souvislá zástavba. Řadová výstavba pokračovala z obce podél silnice vedoucí do Žiliny a v trnovské části Rosinky se rozšířila na ucelenější zástavbu. Výstavba pokračuje v celé městské části, ale v Rosinkách je nejvíce žádaná. Mezi Žilinou a městskou částí Trnové je souvislá zástavba – část Rosinky (906 obyvatel), která se táhne blízko městské části Vlčince (0.5 km). Mnozí lidé si už ani nepamatují kudy vede hranice mezi částmi Trnové a Rosinky.

## Vybavenost
V Trnovém je základní škola, kulturní dům, památník obětem války, dřevěný kostel sv. Jiří, kostel sv. Cyrila a Metoděje a jako bývalá obec má i vlastní hřbitov. V kulturním domě je umístěna pobočka Žilinské knihovny. Trnové se v druhé polovině 17. století oddělilo od Višňového a stalo se filiální částí obce Rosina. Od 1. července 2003 je Trnové samostatná římskokatolická farnost.

## Památky
Nejvýznamnější historickou památkou je dřevěný kostel. Gotický kostel sv. Jiří je nejzápadněji situována dřevěná sakrální stavba na Slovensku. Stojí uprostřed hřbitova a tvoří s okolní přírodou velmi krásný harmonický celek. Kostel sv. Jiří byl postaven na přelomu 15. a 16. století, v období pozdní gotiky.

## Rozvojové aktivity
1. března 2010 v Trnovém a Rosinkách začala výstavba kanalizace, konec výstavby byl naplánován na 29. února 2012. Celkové náklady na stavbu byly plánovány v hodnotě 6 297 185,15 €. Projekt byl financován z Fondu soudržnosti Evropské unie.

## Doprava
Městskou hromadnou dopravu zajišťuje Dopravní podnik města Žiliny sro, autobusovou linkou číslo 24 v pracovních dnech i během víkendu.